# Karolinasittich
Der Karolinasittich (Conuropsis carolinensis) ist eine ausgerottete Papageienart aus der Unterfamilie der Neuweltpapageien. Das Verbreitungsgebiet erstreckte sich vermutlich vom Tal des Ohio bis zum Golf von Mexiko. Karolinasittiche lebten in Wäldern mit altem Baumbestand, entlang bewaldeter Flussläufe, in Zypressensümpfen und lichten Waldgebieten. Ihre Zahl ging mit der zunehmenden Besiedelung Nordamerikas durch Habitatveränderungen, Ansiedlung europäischer Bienen, Jagd und Abfang drastisch zurück. Zu Beginn des 20. Jahrhunderts waren nur noch wenige Populationen in Florida verblieben. Als Datum des Erlöschens dieser Art wird normalerweise der 21. Februar 1918 genannt, als der letzte in Gefangenschaft gehaltene Karolinasittich verstarb. Sammeldaten von Eiern im Freiland verweisen aber auf eine Existenz letzter Tiere im Jahr 1927.

## Erscheinungsbild
Adulte Karolinasittiche erreichten eine Körperlänge von 30 bis 32 Zentimeter. Über ihr Körpergewicht liegen dagegen keine Informationen vor.
Das Federkleid dieser Sittiche wies keinen Geschlechtsdimorphismus auf. Männchen waren tendenziell etwas größer als Weibchen. Die Grundfärbung des Gefieders war grün. Der Scheitel bis zum Nacken, die Ohrdecken und das Kinn waren gelb. Vorderkopf und die Augenpartie waren dagegen rotorange gefiedert. Das Körpergefieder wies bei adulten Karolinasittichen gelbe Farbpartien an Schenkel und am Flügelbug auf. Die großen Flügeldecken waren olivfarben mit einem grüngelblichen Saum. Die Handdecken waren dunkelgrün. Der mit 14,2 bis 14,7 Zentimeter verhältnismäßig lange Schwanz war an der Oberseite grün, an der Unterseite dagegen grau. Der breite Schnabel war hornfarben, die Wachshaut am Übergang von Schnabel zu Kopf befiedert. Die Iris war braun, der Augenring war unbefiedert und weißlich. Beine und Füße waren fleischfarben.
Jungvögel unterschieden sich von adulten Vögeln durch ein durchgängig grünes Körpergefieder. Nur an der Stirn wiesen sie einzelne, orangerötliche Federn auf.

## Stimme
Karolinasittiche wurden als sehr ruffreudige Vögel beschrieben, deren laute und harsche Rufe mit qui oder qui-i-i-i umschrieben werden. Besonders auffällig waren diese Rufe im Flug. Schwärme dieser Vögel sollen nach den Aussagen von Personen, die diese Vögel noch in Natura erlebten, noch Meilen entfernt zu hören gewesen sein. 

## Verbreitungsgebiet und Lebensraum

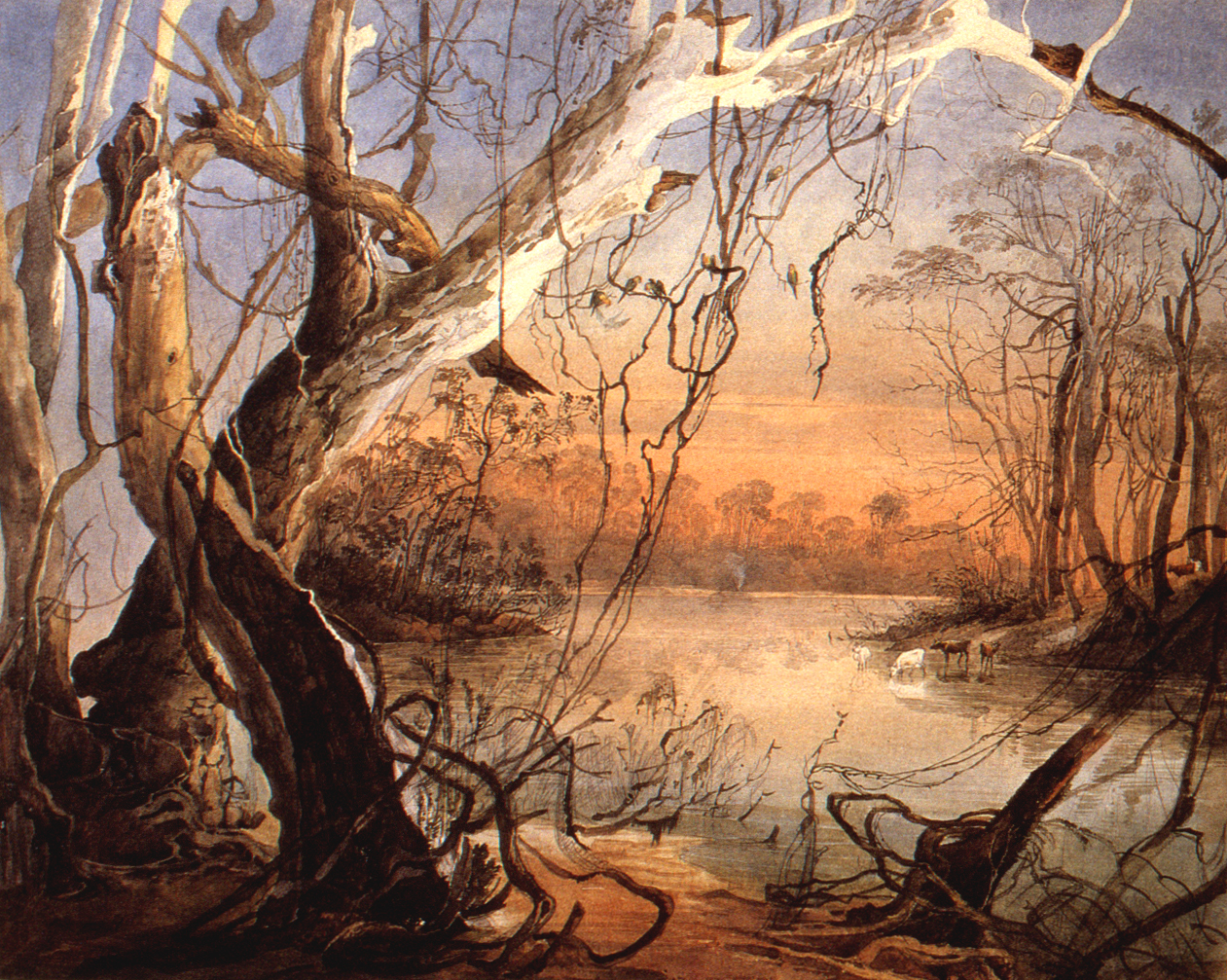
Karolinasittiche in ihrem natürlichen Habitat. Von Karl Bodmer am 6. Dezember 1832 in New Harmony in Situ gemaltes Aquarell. Es handelt sich um die einzige bekannte Darstellung von Karolinasittichen in ihrem natürlichen Habitat, die unmittelbar die Natur zum Vorbild hatte.

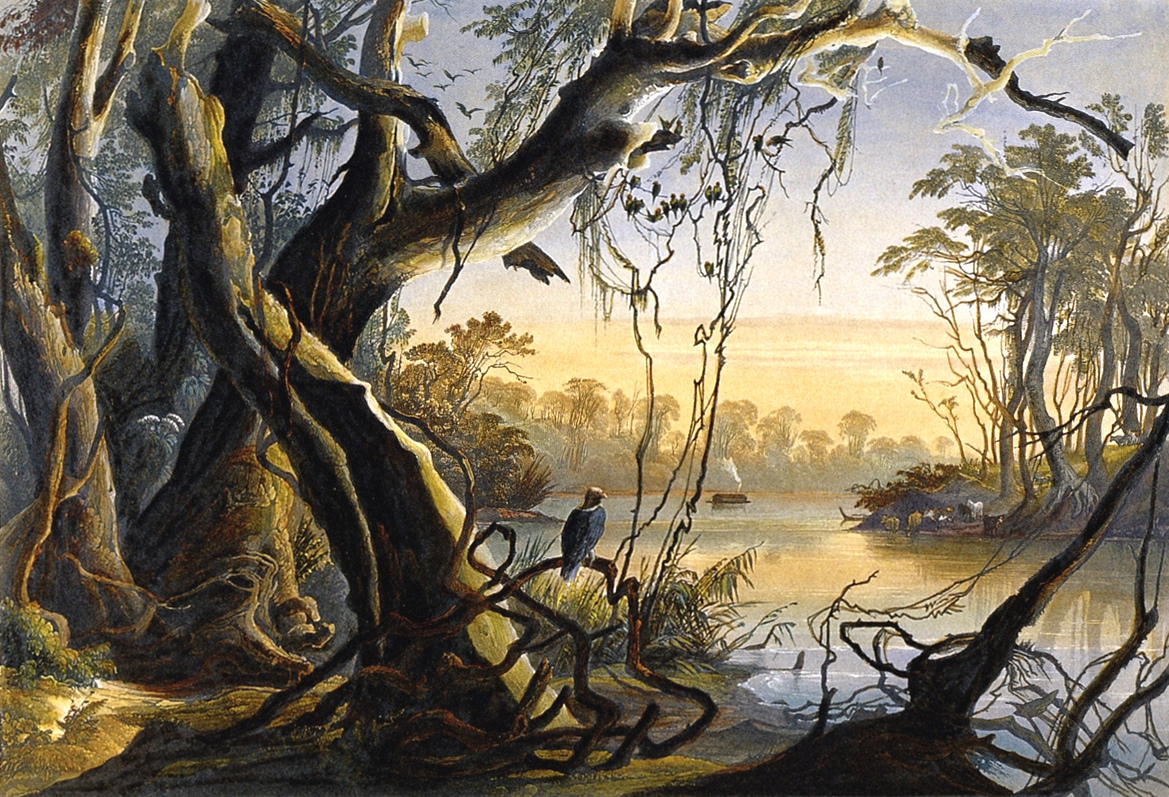
Druckfassung von Bodmers Aquarell für den Nordamerika Reisebericht von Maximilian zu Wied-Neuwied. Beachtenswert ist die in der Druckfassung vom Aquarell abweichende Darstellung des Sitzverhalten der Tiere, das eher an gekäfigte Papageien erinnert.

Das Verbreitungsgebiet des Karolinasittich ist nicht vollständig gesichert. Die nördliche Verbreitungsgrenze verlief nach heutigem Wissensstand durch den Süden von Michigan und durch die Mitte des US-Bundesstaates New York. In den zu Neuengland zählenden Bundesstaaten kamen Karolinasittiche dagegen nicht vor. In westlicher Ausbreitungsrichtung fanden sich Karolinasittiche bis in den Osten von Carolina. Das Verbreitungsgebiet folgte hier zu einem großen Teil dem Tal des Mississippis und seinen Zuflüssen. Im Süden erstreckte sich das Verbreitungsgebiet bis in die Südspitze Floridas und die Küstenregion von Texas am Golf von Mexiko. Es fehlen Belege, dass freilebende Karolinasittiche jemals auf dem Gebiet des heutigen Kanadas oder Mexikos vorkamen. Es gibt allerdings Knochenfunde von Karolinasittichen aus einer Ausgrabungsstätte im kanadischen Ontario, die auf das Jahr 1.100 unserer Zeitrechnung datiert werden. Es ist möglich, dass es sich dabei um wildlebende Vögel handelte, da das aus Augenzeugenberichten bekannte Verbreitungsgebiet in Michigan, Ohio und New York bis in die Nähe der südlichen Grenze Kanadas reichte. Es ist jedoch genauso wenig auszuschließen, dass lebende oder tote Karolinasittiche durch Handel unter dort ursprünglich beheimateten indigenen Völkern dorthin gelangten.
Der bevorzugte Lebensraum der Karolinasittiche waren bewaldete Flussläufe sowie alte Platanenwälder und Zypressensümpfe.

## Lebensweise
Zu den Ornithologen, die die Lebensweise der Karolinasittichen aus eigener Anschauung beschreiben konnten, gehören unter anderem Maximilian zu Wied-Neuwied, Charles Bendire, Alexander Wilson, Charles Johnson Maynard und John James Audubon. Sie beschrieben den Flug der Karolinasittich als elegant, graziös und sehr schnell. Über das charakteristische Flugmuster der in großen Schwärmen lebenden Karolinasittiche schrieb John James Audubon 1831:
Wenn sie an einen Ort mit reichem Nahrungsangebot gelangen, landen sie nicht wie viele andere Vogelarten sofort, sondern verschaffen sich zunächst einen Überblick über die Umgebung, indem sie in weiten Kreisen über sie hinwegfliegen – zunächst oberhalb der Wipfelhöhen, dann langsam immer niedriger, bis sie [im Flug] fast den Boden berühren, dann plötzlich wieder aufsteigend und in dem Baum landend, der die Früchte trägt, auf deren Suche sie sind…. Sie landen meist ungewöhnlich nahe zueinander. Ich habe Äste gesehen, die so dicht von ihnen bedeckt waren wie es nur möglich war.

## Der einzige nordamerikanische Papagei und sein Aussterben
Der Karolinasittich starb aus verschiedenen Gründen aus: Immer mehr Land wurde landwirtschaftlich kultiviert, große Wälder abgeholzt und so sein Lebensraum zerstört. Auf der anderen Seite fand der Sittich eine neue Nahrungsquelle, die Früchte der Obstplantagen und andere landwirtschaftliche Produkte. Unreife Äpfel und Birnen rissen sie von den Bäumen, um an die noch zarten, milchigen Kerne zu gelangen. Über auf Feldern aufgestellte Korngarben fielen sie in großen Scharen her. Der Vogelmaler John James Audubon sagte über von den farbenprächtigen Vögeln vollständig bedeckte Korngarben, dass sie gewirkt hätten, als sei ein glänzender Teppich über sie geworfen. 
Diese Vorliebe wurde den Vögeln allerdings zum Verhängnis, da diese nun als „Schädlinge“ verfolgt wurden. Der Vogel wurde aber auch als Heimtier gehalten und die schmuckvollen Federn zu Dekorationszwecken verwendet. 
Bereits die Ornithologen des 19. Jahrhunderts bemerkten deutliche Bestandsrückgänge. Schon zu Beginn des 19. Jahrhunderts beklagten sie sein Verschwinden aus vormals besiedelten Gebieten, gegen Ende des 19. Jahrhunderts erwarteten sie sein baldiges Aussterben.
Der letzte wilde Vogel starb nach 1927 in Florida, der vermutlich letzte in Gefangenschaft lebende mit dem Namen Incas starb am 21. Februar 1918 im Zoo von Cincinnati, kurze Zeit nach dem Tod seiner Partnerin, mit der er 30 Jahre zusammenlebte. Seitdem gilt dieser einzige Papagei Nordamerikas als ausgestorben.
Der Karolinasittich wird als Beispiel für den Romeo-Irrtum genannt, weil die verfrühte Vermutung seines Aussterbens im frühen 20. Jahrhundert zum Übersehen seines wahrscheinlichen Fortbestands geführt haben soll, der sich durch umfangreiche Beobachtungen von Einheimischen bis in die 1950er und möglicherweise 1960er Jahre belegen lässt.
Bei Vogelhaltern war der Karolinasittich wenig beliebt, da er eine unangenehme und laute Stimme besaß.
Eine Unterart, der Louisianasittich (Conuropsis carolinensis ludoviciana), wurde zuletzt 1912 beobachtet.

## Karolinasittiche in Europa

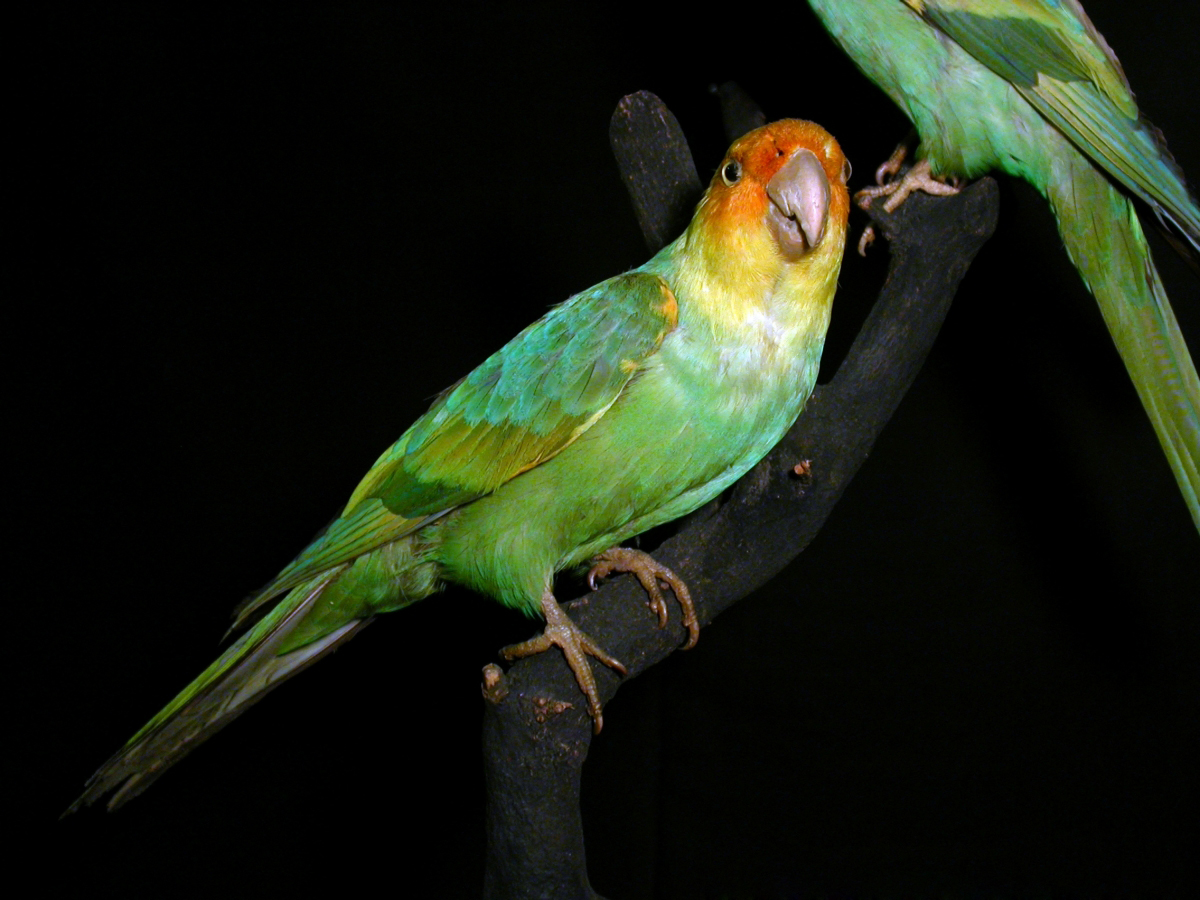
Schaupräparat des Karolinasittichs, Museum Wiesbaden

Vielleicht hätte die Art in Europa überlebt, da es dort eine freifliegende Population gab, die auf den Ornithologen Hans Freiherr von Berlepsch zurückging, der diese Vogelart von 1874 an hielt.
1929 berichtet er über deren Ende: „Eines Tages – es war gerade in den letzten Weihnachtsferien – waren nur noch einige sichtbar, und am nächsten Tage waren alle verschwunden. Nachforschungen blieben erfolglos. Erst einige Jahrzehnte später hat sich das traurige Rätsel gelöst. In einer 50 km entfernten Dorfschenke fand ich eine ganze Anzahl verräucherter Überreste von Karolinasittichen, und der Wirt berichtete, daß Vater selig diese komischen Vögel einst innerhalb zweier Tage von der Hoflinde geschossen habe. Er entsinne sich noch seiner Erzählung, daß um die zuerst gefallenen die andern immer erneut herumgeflattert seien und sich so bis zum letzten hätten vernichten lassen. Also auch hier das Lied vom Ende dieses seltenen Vogels.“